# لوک لی
لوک لی (به انگلیسی: Luke Lea) سناتور سابق عضو حزب دموکرات ایالات متحده آمریکا بود. وی در سال ۱۹۱۱ تا ۱۹۱۷ میلادی سناتور ایالت تنسی در سنای ایالات متحده آمریکا بود.